# Iglesia de San Francisco de Asís (Adén)
La Iglesia de San Francisco de Asís o bien la Antigua Catedral de San Francisco de Asís o simplemente Iglesia de San Francisco es el nombre que recibe un edificio religioso que está afiliado a la Iglesia católica y se encuentra en la localidad de Adén, en el país asiático y del Medio Oriente de Yemen.
El templo sirvió como catedral del Vicariato apostólico de Arabia del Sur (o  Vicariato Apostólico de Adén) entre 1892 y 1974, siendo a partir de ese año la Nueva sede del Vicariato la Catedral de San José en Abu Dabi en los Emiratos Árabes Unidos. Actualmente solo tiene el estatus de Iglesia parroquial. Su estructura aunque se mantiene ha sufrido un considerable deterioro. La estatua de Cristo bendiciendo el mar ha sido atacada en varias ocasiones pero permanece en el lugar.
Cuando los británicos gobernaban el lugar, al lado de la iglesia funcionaba una Escuela solo para muchachos (Escuela San Antonio) pero luego el gobierno de Yemen se apropió del centro educativo y construyó un muro entre el templo y la escuela.

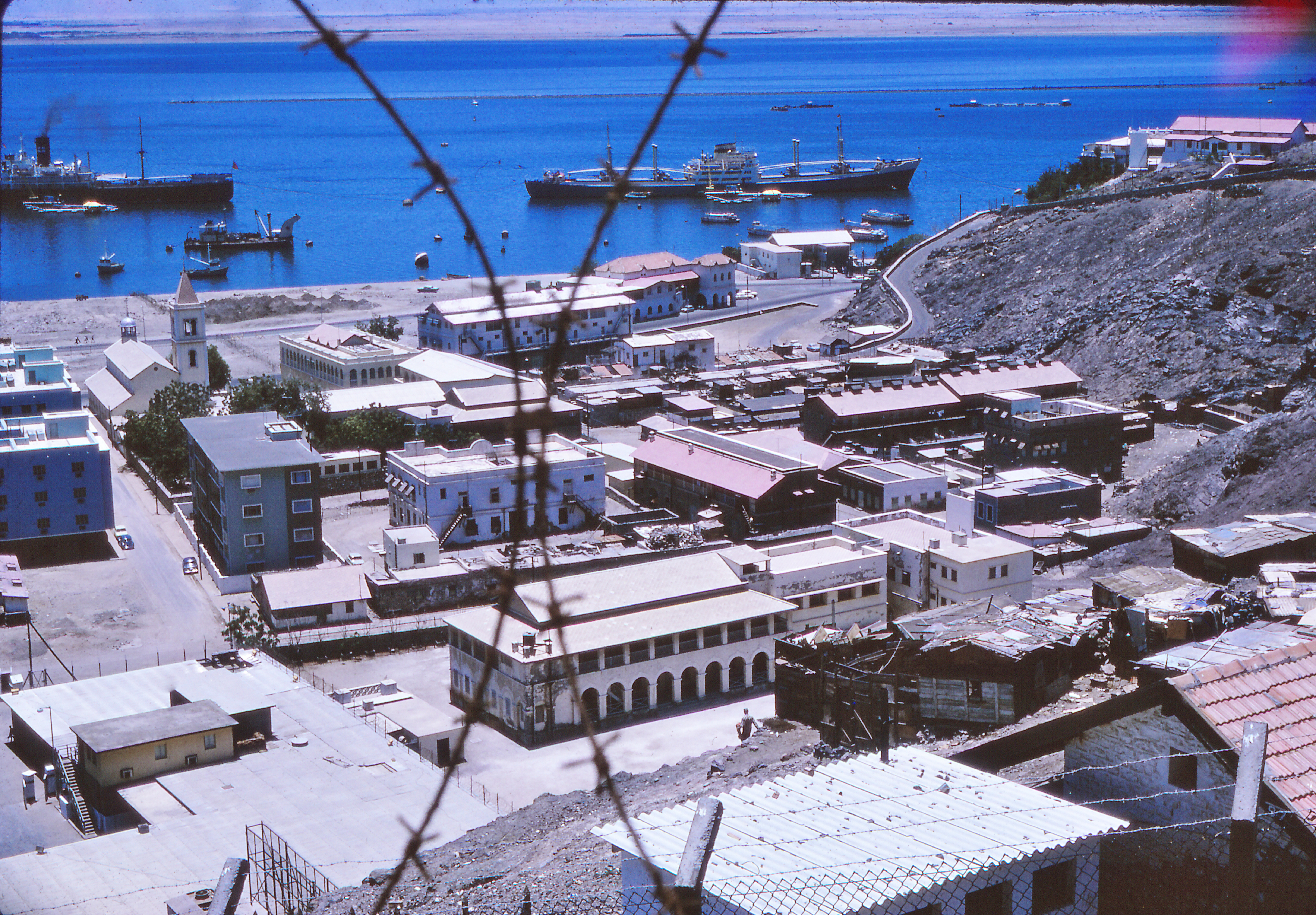
Vista del Templo junto al puerto en 1967